# Совет США по географическим названиям
Совет США по географическим названиям (англ. United States Board on Geographic Names, BGN) является подразделением Геологической службы США, подведомственной министерству внутренних дел. Задачей совета является создание и единообразное использование географических названий всех объектов, подведомственных федеральному правительству США. Деятельность Совета регламентируется федеральным законом 1947 года.

## История
Совет был создан указом президента Бенджамина Харрисона от 4 сентября 1890 года как «Совет по географическим названиям» (англ. Board on Geographical Names), с тех пор несколько раз менял своё название, в 1934 году Совет был подчинён министерству внутренних дел.
Совет изначально был наделён полномочиями для решения всех вопросов, касающихся географических названий объектов, находящийся в юрисдикции правительства США. Решения Совета обязательны к исполнению для всех министерств и ведомств федерального правительства.
Хотя официальными целями Совета является разрешение возникающих проблем с географическими названиями, а также выработка предложений по именованию новых объектов, Совет также выполняет аналогичную роль для общественности. Любой гражданин или организация может сделать запрос в Совет или обратиться с просьбой принять официальное решение по предлагаемым новым географическим названиям, изменениям существующих географических названий, или разрешению конфликта по поводу географических названий. Как правило, Совет рекомендует использование названия на федеральном уровне варианта названия, принятого на местном уровне. В редких случаях (например, в силу неблагозвучности локально употребляемого названия), Совет может принять решение не использовать местный вариант названия для использования на федеральном уровне.
В процессе сбора географических наименований, а также разработке карт в США, нередки задержки в принятии локально употребляемых названий, которые иногда затягиваются на десятилетия. В целях помощи Геологической службе США в сборе наименований географических объектов используется труд волонтёров.
Информационная система географических названий, разработанная Советом в сотрудничестве с Геологической службой США, включает в себя названия на топографических картах и библиографические ссылки. В ней приводятся названия книг и исторических карт, подтверждающие, что объект когда-то имел определённое название. В систему также заносятся и названия, альтернативные официальным федеральным.

## Публикации
В настоящее время Совет постоянно публикует географические названия на своём веб-сайте. Ранее Совет публиковал свои решения в различных изданиях, нерегулярно выходивших под разными названиями. В 1933 году Совет опубликовал объединённый отчет о всех решениях за период 1890—1932 годов в документе Sixth Report of the United States Geographic Board 1890—1932. В течение многих лет Совет публиковал ежеквартальный отчет под заголовком «Решения по географическим названиям» (англ.  Decisions on Geographic Names).

## Взаимодействие с другими органами
- Бюро переписи населения США определяет статистически обособленные местности, которые выделяются в населённых пунктах, зарегистрированных в информационной системе географических названий.
- Названия почтовых отделений на территории США, согласно сложившейся традиции, в основном копируют названия территориальных единиц (общин) по месту расположения. Почтовая служба США выработала стандарты оформления адресов, согласно которым наименование штата обозначается двухбуквенным сокращением, а другие идентификаторы адреса обозначаются как «бульвар» (BLVD), «улица» (ST), и строение (STE).